# Zdravko Rađenović
Zdravko Rađenović, född den 5 september 1952 i Bačka Palanka, Jugoslavien, är en jugoslavisk handbollsspelare.
Han tog OS-guld i herrarnas turnering i samband med de olympiska handbollstävlingarna 1984 i Los Angeles.